# Hinke Bergegren
Henrik Bernhard „Hinke” Bergegren (ur. 22 kwietnia 1861 Sztokholmie, zm. 10 maja 1936 tamże) – szwedzki działacz socjalistyczny i anarchistyczny, pisarz, dziennikarz, agitator oraz tłumacz.

## Życiorys
Bergegren był synem księgarza Ewalda Teodora Bergegrena i Karoliny Hillberg. Pracował jako dziennikarz i redaktor. W 1890 został zatrudniony przez Hjalmara Brantinga jako sekretarz redakcji w „Social-Demokraten”.  W następnym roku założył czasopismo „Under röd flagg”, które propagowało idee anarchosyndykalistyczne w ramach ideologicznej walki toczonej wówczas wewnątrz ruchu szwedzkiej socjaldemokracji. Czasopismo ukazało się tylko w dziewięciu numerach. Bergegren następnie przeniósł się do Norrköping i objął redakcję Proletären, ale już w styczniu 1892 zrezygnował i spędził kolejne osiem lat za granicą.
W latach 1904–1916 był redaktorem pisma Młodych Socjalistów „Brand”.
Bergegren należał do skrzydła wczesnej socjaldemokracji, która uległa radykalizacji i przyjęła anarchistyczną/wolnościową postawę socjalistyczną i, jak wielu innych rewolucjonistów, został wyrzucony z partii w 1908 po długich walkach z Hjalmarem Brantingiem. Jednak duża część młodych socjalistów podążyło za Hinke Bergegrenem, który został zapamiętany prawdopodobnie najbardziej jako prekursor ruchu reform seksualnych i działania na rzecz prawa do rozpowszechniania informacji o antykoncepcji. W 1910 wygłosił przemówienie Miłość bez dzieci (szw. Kärlek utan barn), w którym ukuł wyrażenie „lepiej mieć miłość bez dzieci niż dzieci bez miłości”. Za rozpowszechnianie informacji o środkach antykoncepcyjnych został skazany na krótką karę pozbawienia wolności.
Bergegren był od 1886 żonaty z Anną Kajsą Gustafsson (1857–1934). Małżeństwo było bezdzietne. Bergegren jest pochowany na Cmentarzu Północnym.

## Publikacje

### Fikcja[8]
- Strejkledaren: roman från arbetarrörelsens tidigare år. (1907)
- Sedlighetskråkor: lustspel i fyra akter. (1909)
- Rusets fånge. (1911)
- Röda jungfrun: skådespel i fyra akter. (1912)
- Bältespännare: äktenskapshistorier. (1913)
- En stad i eld och blod: berättelser från Paris’ belägring och kommunen. (1914)
- Kains barn: roman. (1916)
- En misskänd oskuld: humoresk. (1913)
- Prästen och djävulen; Det blir en gång: två enaktare. (1919)
- Rösta med de moderat-liberala: lustspel i 3 akter. (1920)

### Inne[8]
- Jakten efter själar: en stridsskrift. (1904)
- Fri kärlek. (1910)
- Kärlek utan barn: föredrag. (1910)
- Ljusets fiender: föredrag. (1911)
- Offer för könsmoralen: några anteckningar. (1912)
- Försvarsdillet och arbetsklassen: agitationsbroschyr. (1914)
- Sjätte budets lagstiftning: ett varnings- och maningsord. (1914)
- Allarm!: tryckt och otryckt både gammalt och nytt från många olika områden: antimilitaristiskt, avslöjande och hädiskt, om nöd och hyckleri, om klasskamp och socialism. (1915)
- Ungsocialismen: historik. (1917)
- Försiktighet eller fosterfördrivning: några anteckningar i sedlighetsfrågan. (1919)
- Äktenskapet – på livstid eller på uppsägning?: en ljungande vidräkning med sedlighetshyckleriet: 1.(1931)
- Sedlighetstjut mot natur och förnuft. (1934)
- Begick jag ett misstag då jag propagerade för kärlek utan barn?: apropå dagens befolkningsskri: ett maningsord till Sverges arbetare. (1935)

### Tłumaczenia
- Karl Marx: Det sosialdemokratiska partiprogrammet (1891)
- Paul Gustave Fischer: Marx’ värdeteori och den borgerliga nationalekonomien (1903)
- Pierre Ramus: För hem och härd: skådespel (1917)
- Ernst Gutfreund: Arbetarledare: social tidsbild i fyra akter (1918)
- Martin Andersen Nexø: Ditte människobarn (1924-1925)126341262